# زملول بيضاوي الورق
زملول بيضاوي الورق (الاسم العلمي: Exobasidium ovalifoliae) هو نوع من الفطريات يتبع جنس الزملول من فصيلة الزملولية.